# 三条西公国
三条西 公国 （さんじょうにし きんくに）は、安土桃山時代の公卿。内大臣・三条西実枝の次男。官位は正二位・内大臣。

## 経歴
正親町朝の永禄5年（1562年）叙爵。この頃は公光（きんみつ）と名乗っていた。侍従、右近衛少将を歴任し永禄12年（1569年）頃に公明（きんあき）と改名。その後、天正元年（1573年）参議に任ぜられ、公卿に列する。天正3年（1575年）従三位・権中納言に昇進するが、昇進後に公国（きんくに）と改名する。改名後、天正6年（1578年）正三位、天正8年（1580年）権大納言、天正9年（1581年）従二位、天正13年（1585年）正二位と昇進を続け、天正15年（1587年）内大臣となる。しかし、同年12月9日に薨去した。享年36。

## 官歴
『公卿補任』による
- 永禄5年（1562年） 3月10日：叙爵（従五位下）。6月13日：侍従。
- 永禄10年（1567年） 8月23日：従五位上
- 永禄11年（1568年） 9月2日：右近衛少将。時期不明：正五位下
- 元亀元年（1570年） 12月27日：従四位下、中将如元
- 元亀2年（1571年） 12月26日：転右近衛中将
- 元亀3年（1572年） 11月7日：従四位上
- 天正元年（1573年） 11月12日：参議、中将如元。12月24日：正四位下
- 天正3年（1575年） 正月5日：従三位。7月7日：権中納言
- 天正6年（1578年） 正月6日：正三位
- 天正7年（1579年） 11月17日：辞権中納言
- 天正8年（1580年） 正月7日：権大納言
- 天正9年（1581年） 正月1日：従二位
- 天正13年（1585年） 正月6日：正二位。
- 天正15年（1587年）月日不明：内大臣。12月9日：薨去、享年36。

## 系譜
『公卿補任』による
- 父：三条西実枝
- 母：正親町三条公兄の娘
- 妻：西園寺公朝の娘
  - 長男：三条西実条
  - 次男：三条公広 - 三条実綱の養子